# 토요타 카리나
토요타 카리나(Toyota Carina)는 토요타 자동차가 1970년부터 2001년까지 생산한 승용차이다. 코로나가 안정된 패밀리 세단의 이미지라면 카리나는 스포츠 감각의 세단의 이미지를 지녔고, 현재 이 형제 차종의 관계는 프레미오와 알리온에 인계되었다.

## 1세대

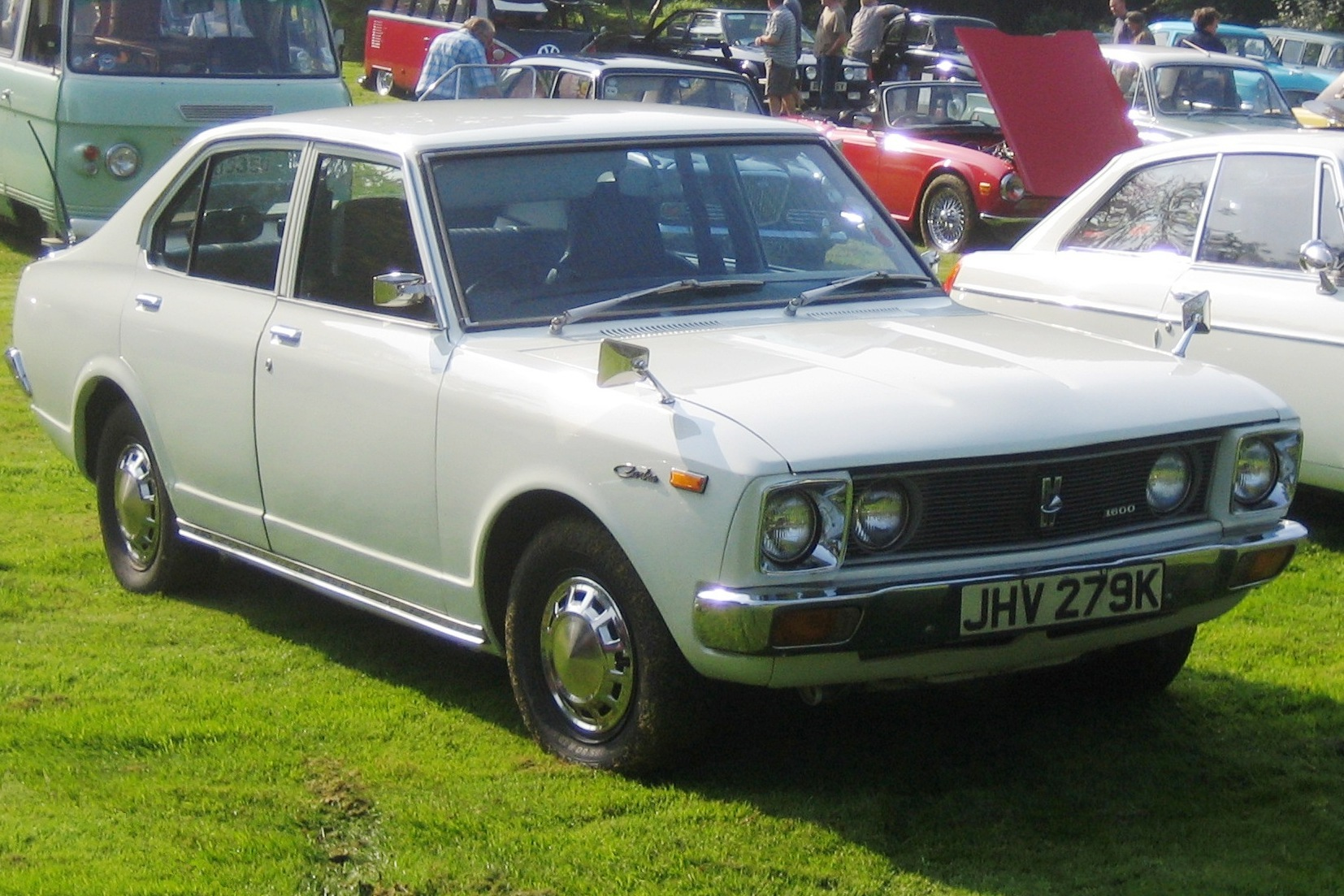
토요타 카리나 정측면

바디 타입은 2도어 세단과 4도어 세단이다. 4세대 코로나와 차체를 공용하나, 환형 4등식 헤드 램프를 라디에이터 그릴의 안과 밖으로 나눠 배치한 프론트 마스크와 세로형 리어 램프 등 독특한 디자인이 특징이 되었다. 1970년 12월에 출시된 후 큰 인기를 누리며, 7년이라는 장기간 동안 풀 모델 체인지 없이 판매되었다.

## 2세대

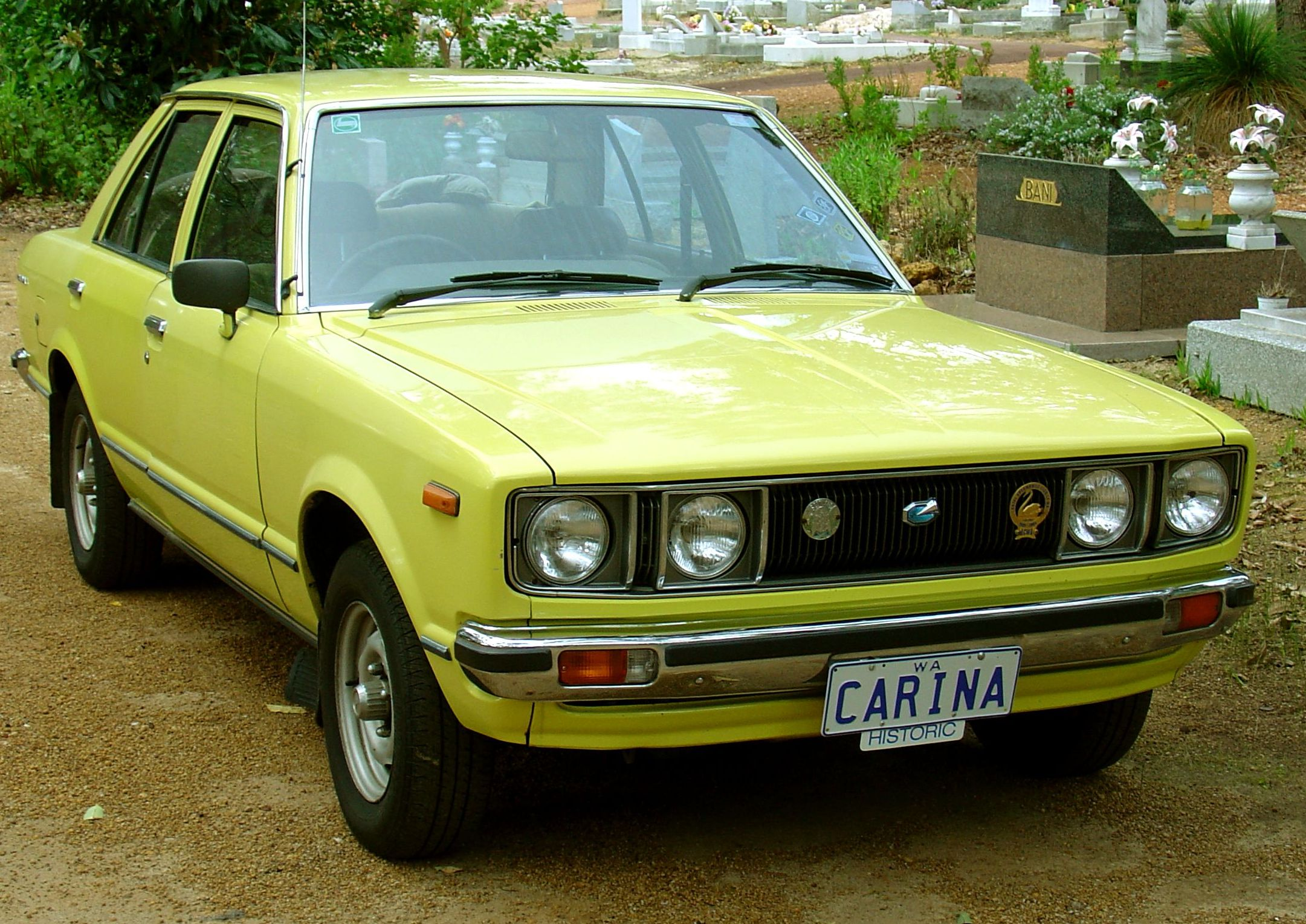
토요타 카리나 정측면

1977년 8월에 출시되었다. 1978년 5월에 GT와 밴 이외의 1600cc에 3단 자동변속기가 추가되었고, 1979년 8월에 디자인이 소폭 변경되어 번호판의 위치가 바뀌었다.

## 3세대

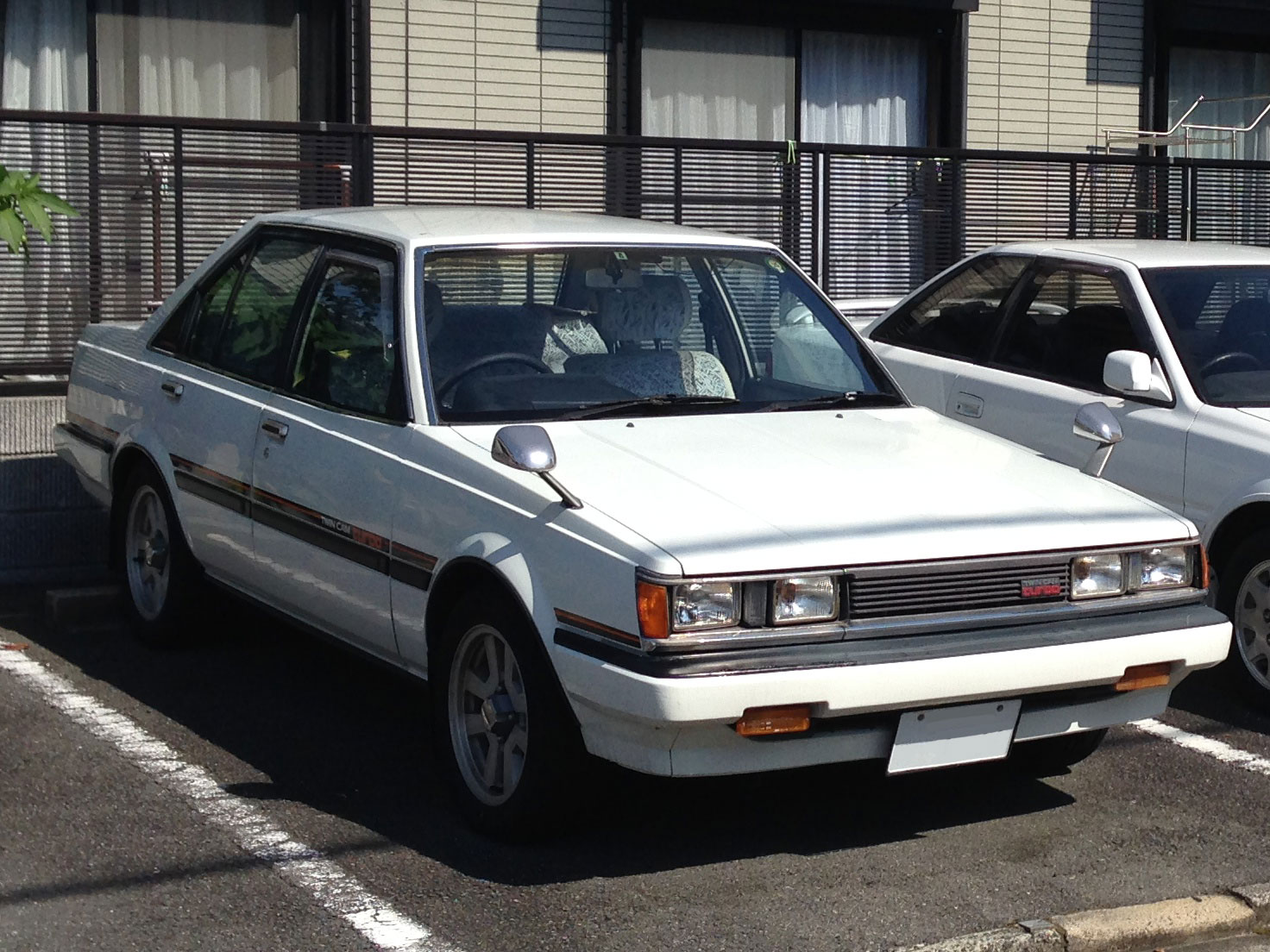
토요타 카리나 정측면

후륜구동으로는 마지막 카리나로, 1981년 9월에 출시되었다. 1982년 2월에는 역대 카리나 중 처음으로 스테이션 왜건이 출시되었다. 같은 해 10월에는 일본 최초의 DOHC 터보 엔진이 장착되었다.

## 4세대

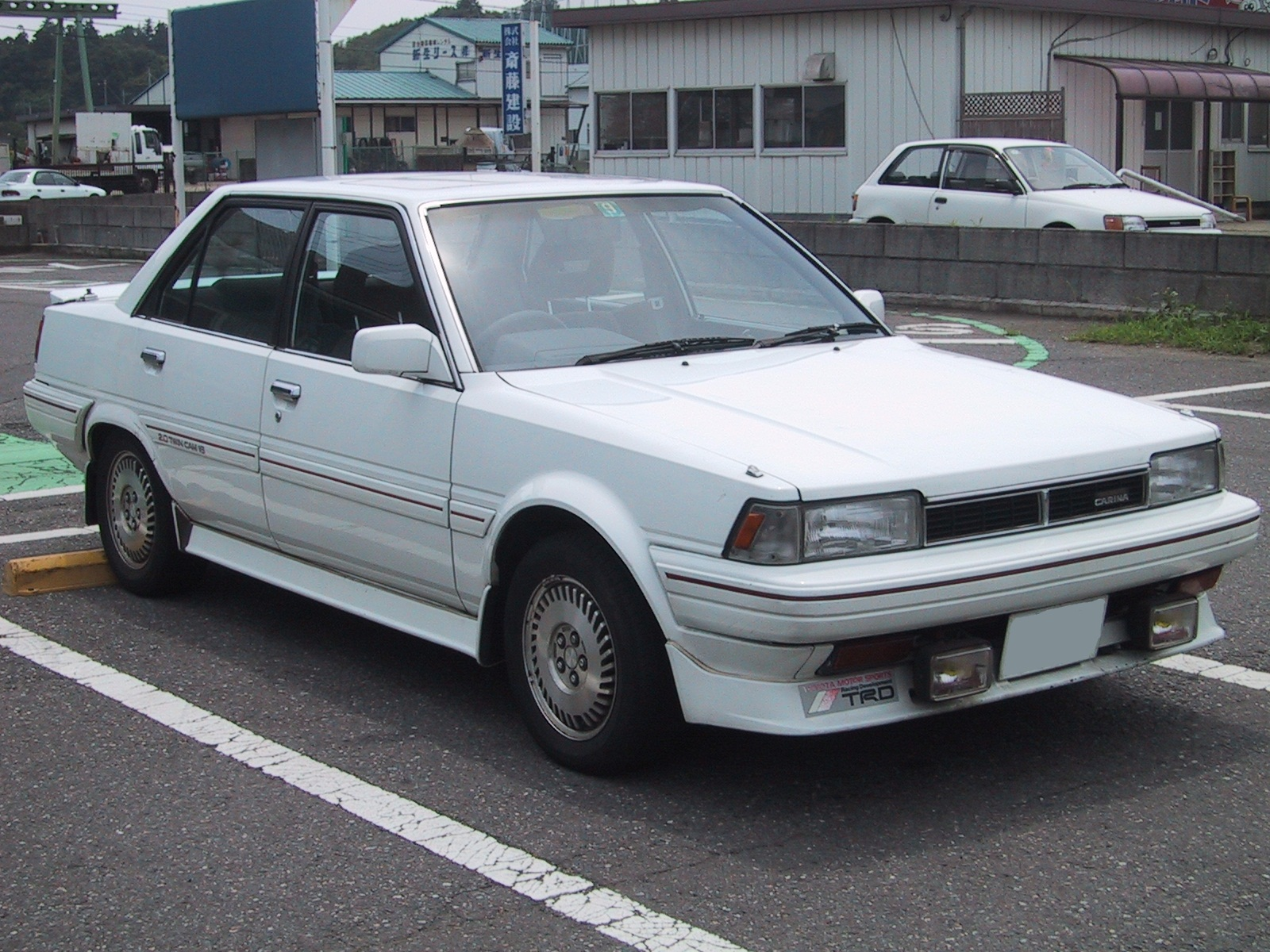
토요타 카리나 정측면

1984년 5월에 출시되었다. 3세대까지의 이어지던 후륜구동 방식에 따라 전륜구동 방식으로 바뀌었다. 4세대부터는 후륜구동 대신 전륜구동 방식으로 대체했으며, 일본에서는 코로나(8세대)로도 판매되었다.

## 5세대

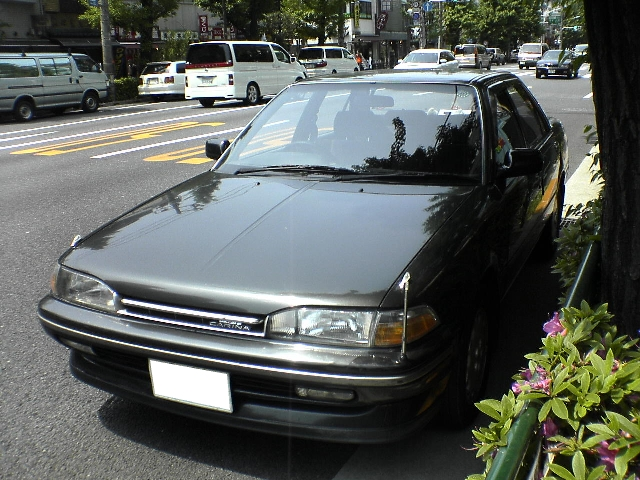
토요타 카리나(전기형) 정측면

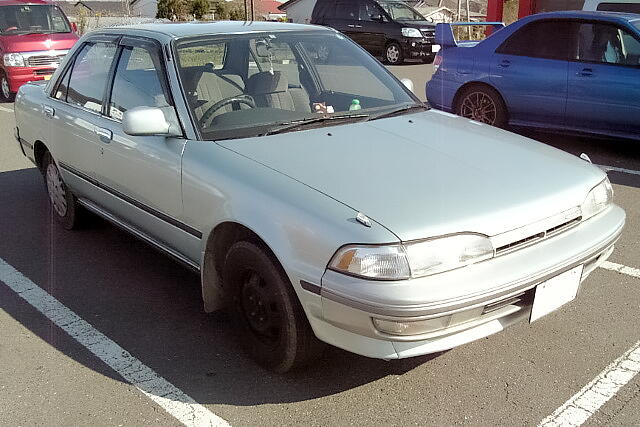
토요타 카리나(후기형) 정측면

1988년 5월에 출시되었다. 당시의 디자인의 흐름에 따라서 모나지 않고, 둥글림을 띈 형상이 되었다. 스테이션 왜건은 5세대가 되어서야 풀 모델 체인지를 거쳐 전륜구동이 되었다. 세단에 한하여 센터 디퍼렌셜 타입의 풀 타임 4륜구동이 처음 추가되었다.

## 6세대

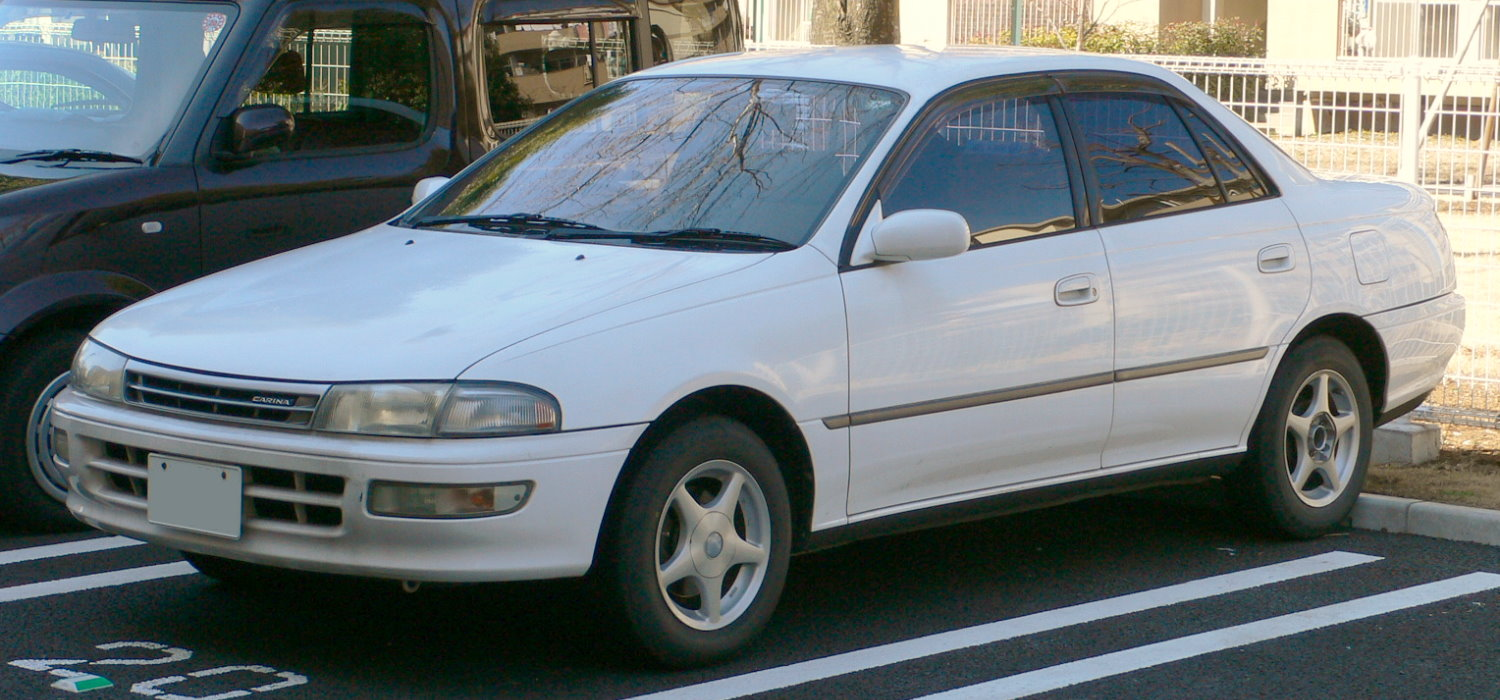
토요타 카리나(전기형) 정측면

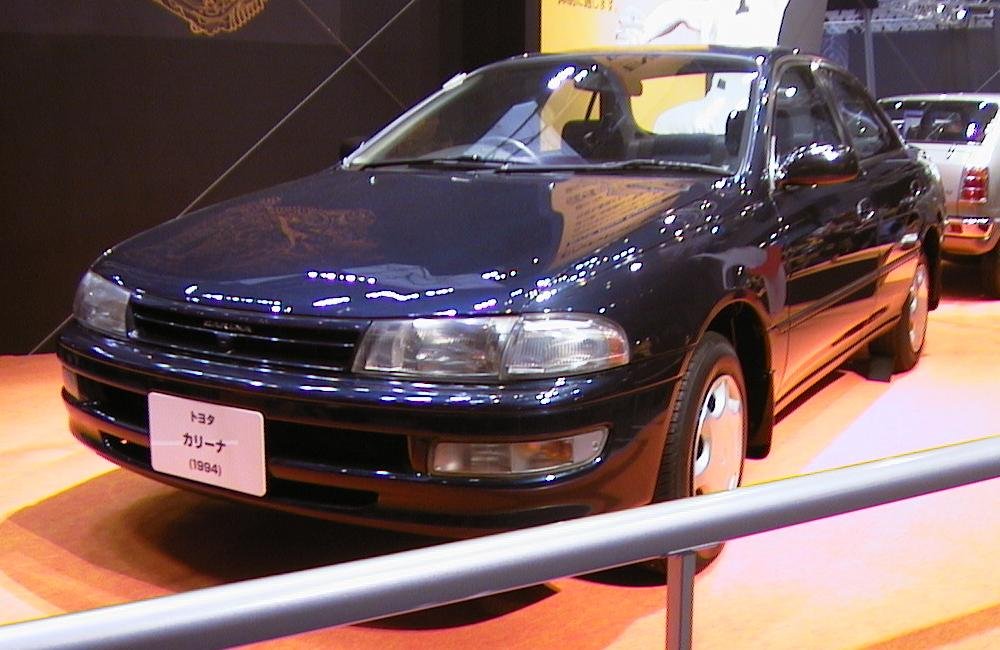
토요타 카리나(후기형) 정측면

1992년에 출시되었다. 5세대보다 차체 크기가 더욱 커졌다. 칼디나의 출시에 따라 6세대부터는 스테이션 왜건 없이 세단만 존재하게 된다.

## 7세대

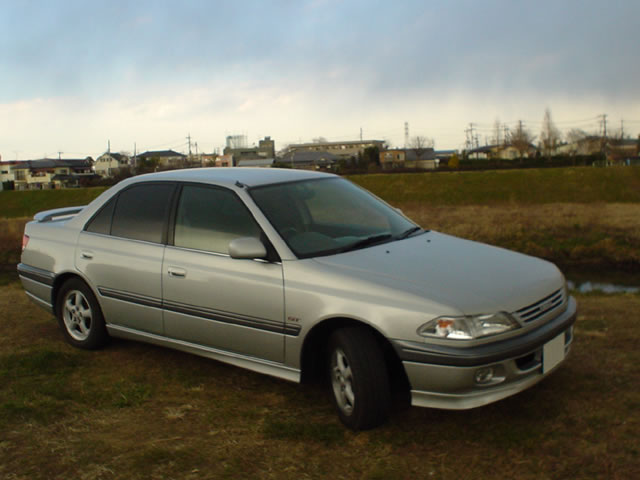
토요타 카리나(전기형) 정측면

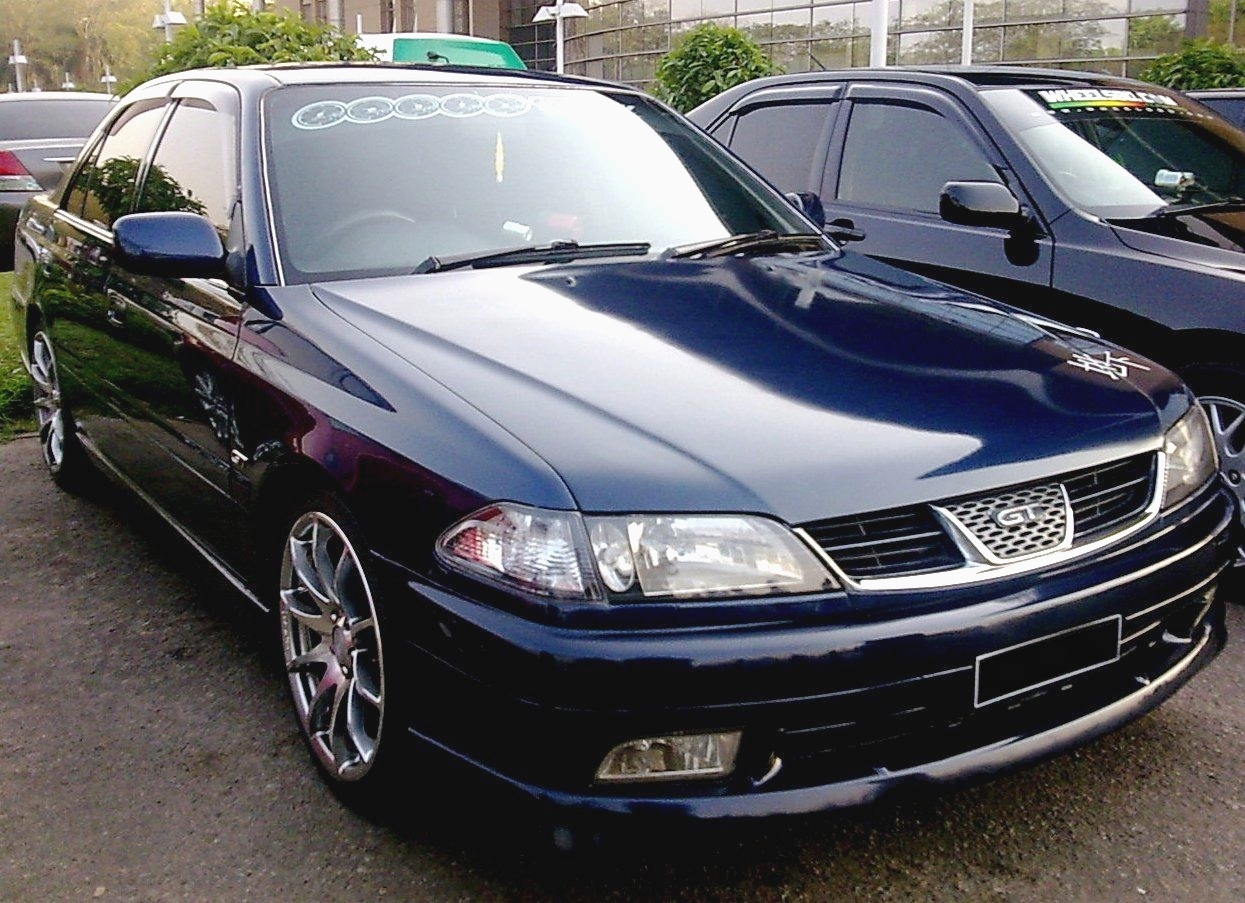
토요타 카리나(후기형) 정측면

1996년에 선보인 7세대는 완전한 일본 내수 전용 차종이 되었다. 충돌 안전 설계의 차체인 GOA를 비롯하여 모든 트림에 ABS와 듀얼 에어백을 기본으로 달아 안전성을 높였다. 2001년 12월에 후속 차종인 알리온에게 자리를 물려주고 단종되었다.